# Аспіцилія кущиста
Аспіцилія кущиста (Aspicilia fruticulosa) — один з видів невеликої групи кочівних пустельно-степових лишайників роду аспіцилія (Aspicilia).

## Будова
Має тіло у вигляді кулястих грудочок оливкового, землистого або сіруватокоричневого кольору завширшки 1–3 см. Слань до субстрату не прикріплена. Трохи здуті гілочки короткі, округло-циліндричні, дихотомічно розгалужені на кінцях.

## Поширення та середовище існування
Південно-Східна Європа, Кавказ, Середня Азія, Алтай, Північна Африка. В Україні: степ (селище Родникове Старобешівського району Донецької обл.), Кримський півострів (околиці м. Феодосії, Сімферополя, Євпаторії та Севастополя з Балаклавою; Гірський Крим — Байдарські ворота).

## Природоохоронний статус
Включений до Червоної книги України.